# (1671) Chaika
(1671) Chaika – planetoida z grupy pasa głównego asteroid okrążająca Słońce w ciągu 4 lat i 59 dni w średniej odległości 2,59 au. Została odkryta 3 października 1934 roku w Obserwatorium Simejiz na górze Koszka na Półwyspie Krymskim przez Grigorija Nieujmina. Nazwa planetoidy pochodzi od rosyjskiego słowa oznaczającego mewę w odniesieniu do Walentiny Tierieszkowej jako pierwszej kobiety, która odbyła lot kosmiczny. Przed nadaniem nazwy planetoida nosiła oznaczenie tymczasowe (1671) 1934 TD.